# Juan Bautista Luis y Pérez
Juan Bautista Luis y Pérez (Burriana, Castellón, marzo de 1878- Madrid, 6 de noviembre de 1934), sacerdote español que fue obispo de Oviedo. Fue un gran impulsor del catolicismo social, como su amigo el canónigo asturiano Maximiliano Arboleya.

## Biografía
Nació en Burriana (Castellón) en 1878. Fue bautizado en la parroquia del Salvador el 1 de abril del mismo año, y allí mismo es consagrado obispo el 29 de junio de 1915.
En la última década del siglo XIX estudia en Roma, donde traba amistad con el asturiano Maximiliano Arboleya que se convertirá en una de las figuras más destacadas del catolicismo social en España.
Es obispo auxiliar de Toledo cuando el cardenal Guissasola era el Primado, con el que comparte su visión social del catolicismo.Junto con el propio cardenal, es "quizá el obispo de formación social más profunda de España".
El 30 de noviembre de 1921 es promovido para el cargo de obispo de Oviedo tomando posesión el 1 de enero de 1922. Poco después nombra deán del cabildo de la Catedral de Oviedo al canónigo y viejo amigo Maximiliano Arboleya. Con él comparte la ilusión de trabajar en el campo social, pero en la diócesis se había trabajado tan poco y tan mal en este campo y encontró tantas resistencias que finalmente tuvo que desistir de su proyecto, minado además por la enfermedad. Nada más tomar posesión de su cargo Maximiliano Arboleya le había escrito una carta en la que le describía la difícil situación con la que iba a enfrentarse:

Ciñéndome a Asturias te digo, y supongo que no te desanimará, pues ya lo tendrás previsto, que la apostasía obrera es general, que hay parroquias, hace bien poco fervientemente cristianas, y donde, abundando muchos niños, el párroco no cuenta ni con una niña para la Primera Comunión. (...)

Los obreros de las grandes cuencas y de los grandes centros fabriles, así como muchísimos de otros menos importantes, se hallan asociados en los Sindicatos socialistas o comunistas y son irreligiosos los más cultos y antirreligiosos los demás. Todos están asociados a los Sindicatos revolucionarios y gracias a ellos han obtenido importantísimas, trascendentales mejoras, y por eso les están agradecidos. (...) 

...aquí entre nosotros, los obreros no son muy católicos

Además de Obispo de Oviedo, fue Consiliario Nacional de la Acción Católica y Cofundador, Moderador y Difusor del Movimiento. En 1931 preside la Primera Asamblea de la Obra
Cuando estalla la Revolución de Asturias en octubre de 1934, no se encuentra en Oviedo sino en la villa leonesa de Pola de Gordón. Desde allí marcha a Madrid donde fallece el 6 de noviembre de 1934, "espantado de lo que había ocurrido en su diócesis de Oviedo".

Sin conocer los detalles de la tragedia, desde su lecho de muerte había dictado su última pastoral. Es un documento breve y emocionante en que rogaba perdón y amor para todos